# بهيجة (اسم)
بهيجة اسم علم مؤنث عربي .وهو صيغة مبالغة من البهجة. والمعنى: السعيدة، الفرحة، المبتهجة.
وهو اسم علم شخصي مؤنث، وله انتشار في العالم العربي، ومن الأسماء المشابهة لأسم بهيجة: بَهيج بَهْجَة ابْتِهاج بَهيجة إبهاج.

## الشخصيات
- بهيجة حافظ، (1908 - 1983)، ممثلة ومخرجة وكاتبة مصرية.
- بهيجة إدريس، (مواليد 1938)، مطربة مغربية.